# Tramwaje w Aubenas
Tramwaje w Aubenas − zlikwidowany system komunikacji tramwajowej we francuskim mieście Aubenas, działający w latach 1898−1932.

## Historia
Tramwaje w Aubenas uruchomiono 25 listopada 1898. Linia tramwajowa o długości 6 km i rozstawie toru 1000 mm połączyła Aubenas z Vals-les-Bains. Do obsługi linii posiadano 5 wagonów silnikowych i trzy wagony doczepne. Linię zlikwidowano w 1932 i zastąpiono autobusami. 